# Navadni gad
Navadni gad (znanstveno ime Vipera berus) zraste od 60 do 70 cm, izjemoma do 85 cm. Ovalna glava polagoma prehaja v trup. Na zgornjem delu glave je temna lisa v obliki črke X ali V. Glava je pokrita z majhnimi luskami, vidne so največ 3 večje ploščice. Je strupena kača in se od nestrupenih loči po navpični, zoženi zenici, čokatosti in cik - cak vzorcu na hrbtu. Njegov bližnji sorodnik je laški gad, ki živi tudi v Sloveniji.

## Življenjski prostor
Živi na vlažnih hladnejših območjih z velikimi temperaturnimi spremembami med dnevom in nočjo, vendar se rad zadržuje na sončnih mestih. Najdemo ga na robu močvirij, na planinskih meliščih, barjih, ob planinskih poteh, na jasah, ekstenzivno gojenih travnikih in pašnikih.

## Prehrana
Hrani se z malimi sesalci, ptiči in dvoživkami. Je živoroden.

## Podvrste
| Podvrste            | Avtoriteta       | Ime                  | Razširjenost |
| ------------------- | ---------------- | -------------------- | --- |
| V. b. berus         | (Linnaeus, 1758) | Navadni evropski gad | Norveška, Švedska, Finska, Estonija, Francija, Danska, Nemčija, Avstrija, Švica, severna Italija, Belgija, Nizozemska, Združeno kraljestvo, Poljska, Češka, Slovaška, Madžarska, Romunija, Rusija, Slovenija, Mongolija, severozahodna Ljudska republika Kitajska (severni Šindžjang) |
| V. b. bosniensis    | Boettger, 1889   | Bosanski gad         | Balkanski polotok |
| V. b. sachalinensis | Zarevskij, 1917  | Sahalinski gad       | Ruski Daljni vzhod (Amurska oblast, Primorski okraj, Habarovski okraj, Sahalin), Severna Koreja, severovzhodna Kitajska (Džilin) |

## Navadni gad v Sloveniji
V Sloveniji navadni gad večinoma živi v Julijskih in Kamniških Alpah, Karavankah, Trnovskem gozdu, na Javorniku in Snežniku (bosanski gad). V nižinah ga le ponekod najdemo na bolj vlažnih mestih.